# Dockschiff

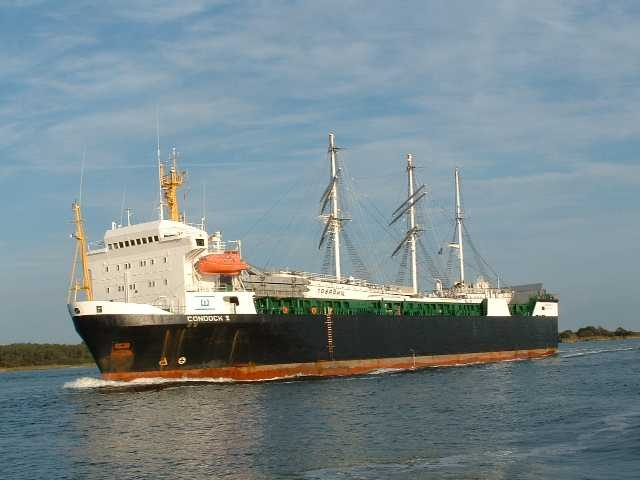
Dockschiff Condock V mit der Towarischtsch im Strelasund

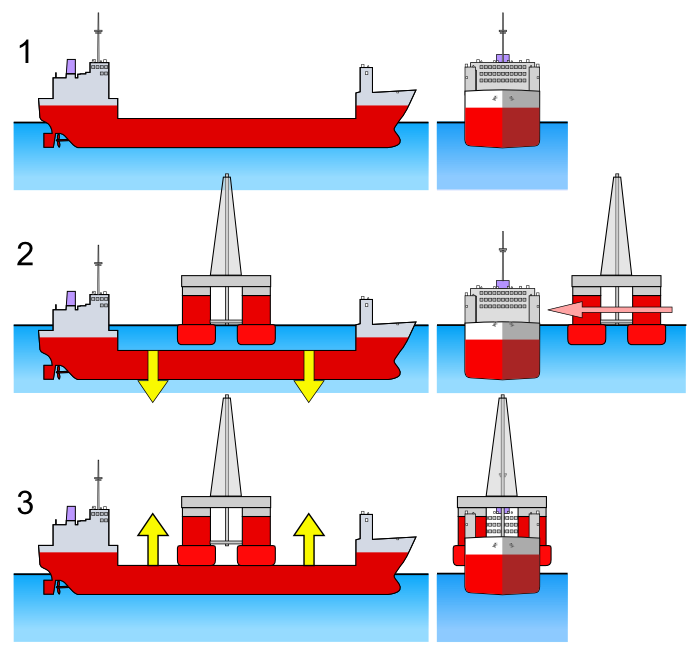
Prinzip der Beladung eines Dockschiffes

Ein Dockschiff, auch Float-on/Float-off-Schiff, abgekürzt FLO/FLO, ist ein Schiff mit eigenem Antrieb, welches ähnlich einem Schwimmdock seinen Rumpf unter die Wasseroberfläche absenken kann, um schwimmende Lasten aufzunehmen. Typische Ladungen sind Bohrinseln, havarierte Kriegsschiffe und andere nicht seegängige Schiffe. 
Die meist als Schwergutfrachter ausgeführten Dockschiffe weisen zwischen Bug und den Aufbauten am Heck kein Schanzkleid auf, so dass die Beladung von der Seite erfolgen kann. Schiffe, welche speziell für den Transport von Yachten eingerichtet sind, werden als Yacht Carrier bezeichnet. Sie verfügen über Bordwände in normaler Höhe und werden vom Heck beladen.